# Scoutlägret på Brownsea Island
Det första scoutlägret på Brownsea Island var ett lägerevenemang för pojkar på ön Brownsea Island utanför Poole Harbour i sydvästra England. Lägret anordnades av generallöjtnant Robert Baden-Powell för att testa sina teorier inför boken Scouting for Boys (1908). Tjugo pojkar från olika sociala bakgrunder deltog mellan 1 och 8 augusti 1907 i aktiviteter som kretsade kring friluftsliv, observationsförmåga, ridderlighet, livräddning och patriotism. Evenemanget betraktas inte bara som det första scoutlägret, utan även som grunden för den internationella scoutrörelsen.
Fram till 1930-talets början fortsatte pojkscouter att hålla läger på Brownsea Island. År 1963 öppnades en officiell, 20 hektar stor lägerplats av Olave Baden-Powell då ön blev ett naturreservat och tillföll engelska National Trust. År 1973 hölls en jamboree på ön med 600 deltagande scouter.
Startskottet för scoutings internationella 100-årsjubileum hölls på Brownsea Islands lägerplats, där det den 1 augusti 2007 firades 100-årsjubileum av det första scoutlägret. Brittiska Scout Association höll under sommaren ett flertal aktiviteter på lägerområdet, däribland fyra scoutläger och en soluppgångsceremoni.

## Bakgrund
General Baden-Powell blev en nationell hjälte i Storbritannien under andra boerkriget som ett utfall av hans lyckade försvar under belägringen av Mafeking (1899–1900). Under belägringen imponerades Baden-Powell av de 12-15 år gamla pojkar som utgjorde Mafekings kadettkår. Kadettkåren agerade budbärare under belägringen och deras användbarhet och mod imponerade på Baden-Powell. Baden-Powell hade även gett ut ett stort antal populära böcker om spejning, däribland Aids to Scouting for NCOs and men, från 1899, vilken blev en bestseller och användes av lärare och ungdomsorganisationer runt om i England. Under åren som följde kriget började han diskutera sin idé om en ny ungdomsorganisation med ett antal personer, däribland William Alexander Smith, grundare av Boys' Brigade. För att testa sina idéer under tiden han skrev Scouting for Boys anordnade Baden-Powell ett läger som kom att äga rum på Brownsea Island under sommaren 1907. Han bjöd in sin vän, major Kenneth McLaren, att delta på lägret under hans regi.

## Första scoutlägret

### Plats- och lägerorganisation

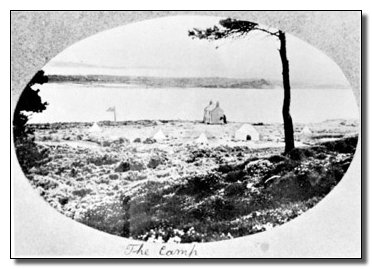
Vykort över det första scoutlägret, Brownsea Island, augusti 1907

Brownsea Island omfattar 230 hektar skogsland och öppna områden med två sjöar. Baden-Powell hade i sin barndom besökt platsen tillsammans med sina bröder. Den passade perfekt in på hans behov för lägret eftersom den var isolerad från fastlandet och följaktligen pressen, men samtidigt så var den bara en kort färjeresa från staden Poole vilket underlättade planläggning och utförande av transporter och underhåll. Ägaren, Charles van Raalte, var glad att kunna erbjuda honom platsen.
Baden-Powell inbjöd 21 pojkar med olika social bakgrund till lägret, en revolutionär idé i klassmedvetna edwardianska England. Tio av pojkarna kom från de välbärgade privatskolorna Eton och Harrow, de var huvudsakligen söner till några av Baden-Powells vänner. Sju kom från Bournemouths Boys' Brigade, och tre från Pooles Boys' Brigade. Baden-Powells nioåriga systerson Donald Baden-Powell deltog också. Lägeravgiften var inkomstprövad: £1 för privatskolepojkarna, och tre shilling och sixpence för övriga. Pojkarna delades upp i fyra patruller: Wolves (vargarna), Ravens (korparna), Bulls (tjurarna) och Curlews (spovarna).
Eftersom det här var det första scoutlägret så hade pojkarna inga scoutdräkter, de bar dock khakifärgade scouthalsdukar och tilldelades ett mässingsmärke med en lilja, det är den första gången världsscoutemblemet används. De bar också en färgad knut på axeln som indikerade vilken patrull de tillhörde: grön för Bulls, blå för Wolves, gul för Curlews och röd för Ravens. Patrulledaren bar en stav med en flagga föreställande patrulldjuret. Efter att ha klarat av prov på knopar, spårning och Unionsflaggan tilldelades de ytterligare ett mässingsmärke, en snirkel med orden "Var redo", att bära under liljan.

### Program

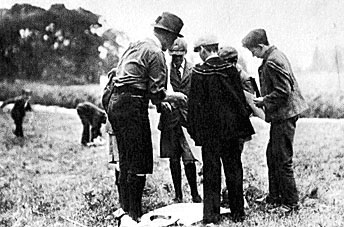
Robert Baden-Powell med framtida scouter på Brownsea Island

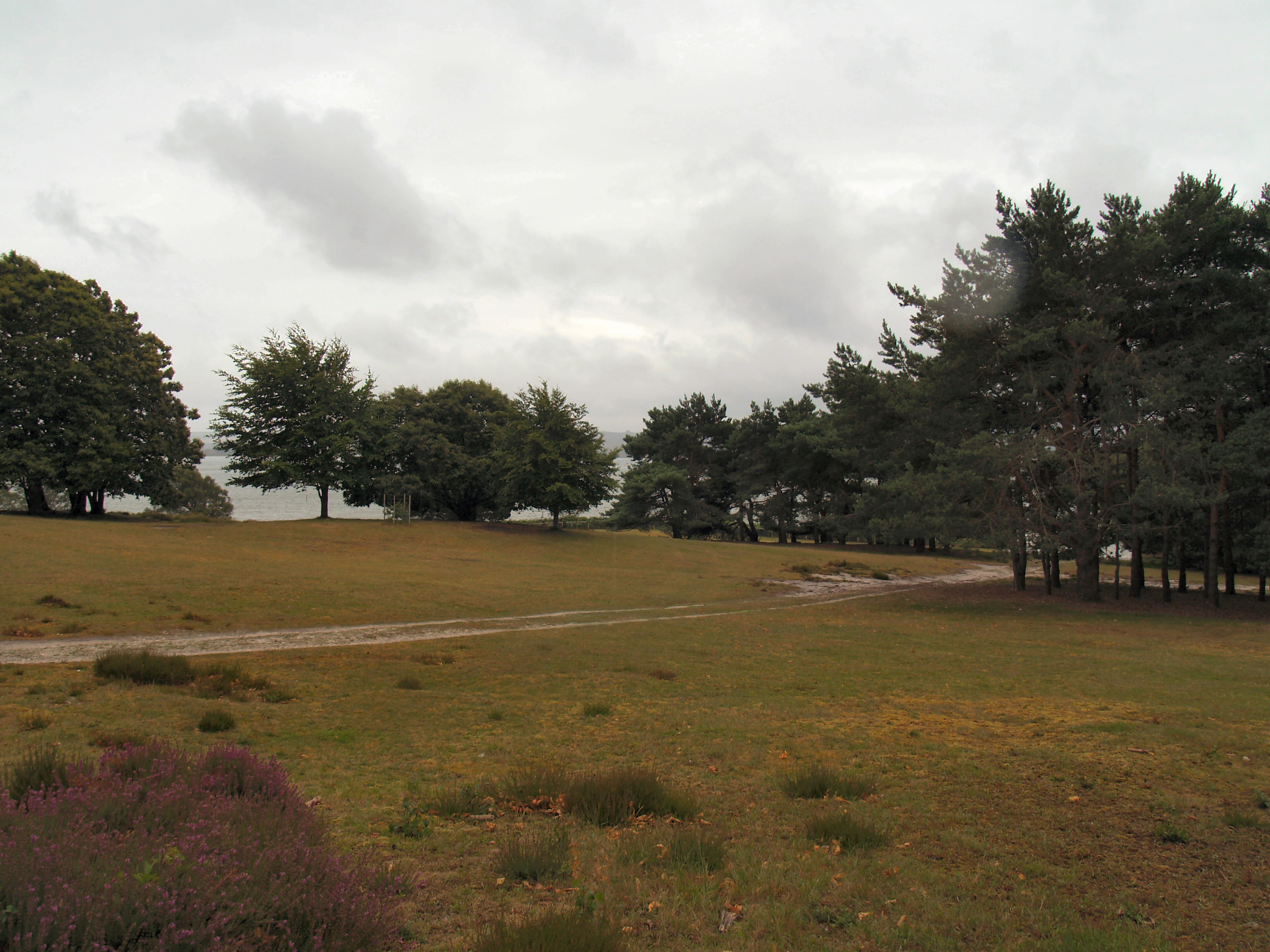
Tältlägerplatsen på Brownsea Island

Lägret började med en signal från ett kuduhorn som Baden-Powell hade erövrat under andra Matabelekriget. Han använde samma horn för att inviga Tredje världsscoutsjamboreen 22 år senare, år 1929. Baden-Powell använde fullt ut sitt rykte som hjälte under belägringen av Mafeking. För många av deltagarna var lägrets höjdpunkter då han runt lägerelden berättade sina otroliga berättelser från Afrika.
Varje patrull bodde i varsitt militärtält. Dagen började klockan 6.00 med kakao, gymnastik, flagghissning och bön, följt av frukost klockan 8.00. Efter frukost följde morgonpasset av dagens övning eller tema, och även bad om det ansågs nödvändigt. Efter lunch hölls en strikt siesta (inget prat tillåtet), följt av eftermiddagsaktiviteten baserad på dagens tema. Vid 17.00 avslutades dagen med lekar, middag, lägerbål och bön. Läggdags klockan 21.00 var obligatorisk för alla patruller, oavsett ålder.
Varje dag baserades på ett speciellt tema:
| Dag 1 (1 augusti) | Introduktion  | Patrullbildning, tjänstfördelning, speciella instruktioner för patrulledarna, slå sig ned på lägerplatsen.                               |
| Dag 2             | Lägerkunskap  | Lägerfärdigheter, bygga hyddor, knopar, tända eld, laga mat, hälsa och renhet, uthållighet.                                              |
| Dag 3             | Observation   | Spårning, memorera detaljer, härleda betydelsen av olika spår och tecken, träna syn.                                                     |
| Dag 4             | Skogskännedom | Studera djur och fåglar, växter, stjärnor, spåra djur.                                                                                   |
| Dag 5             | Ridderlighet  | Ära, riddarnas kodex, osjälviskhet, mod, välgörenhet, sparsamhet, lojalitet, ridderlighet mot kvinnor. Utföra en "god gärning" om dagen. |
| Dag 6             | Rädda ett liv | Från eld, drunkning, kloakgas, förrymda hästar, panik, gatuolyckor etc. Första hjälpen.                                                  |
| Dag 7             | Patriotism    | Kolonialgeografi. Historia och verk som vann Imperiet. Flottan och armén. Flaggor, medaljer, plikter som medborgare, pricksäkerhet.      |
| Dag 8             | Avslutning    | Sammanfattning av kursen, sport. |

Deltagarna lämnade ön med färja den nionde dagen, 9 augusti 1907. Baden-Powell ansåg att lägret hade uppfyllt sitt mål och var lyckat. Lägret gick med en förlust strax över £24, med en total kostnad av £55, två shilling, och åtta pence. Underskottet betalades av Saxon Noble, vars två söner Marc och Humphrey hade deltagit.

### Arv och minnesmärken

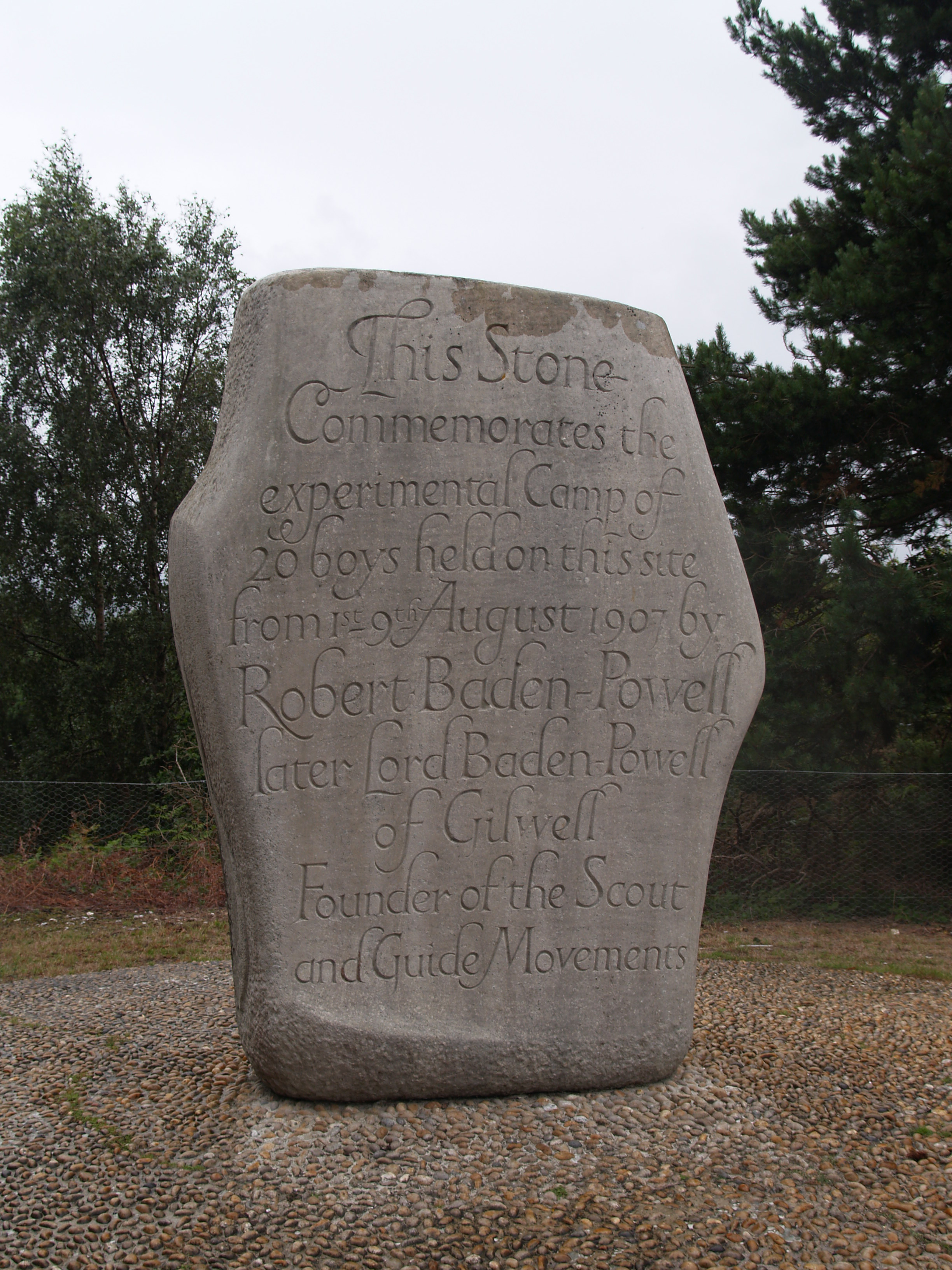
Minnessten på Brownsea Island till minne av det första scoutlägret

Efter det lyckade lägret gav sig Baden-Powell ut på en omfattande turné som talare. Turnén arrangerades av hans bokförläggare Pearsons, för att göra reklam för den kommande Scouting for Boys. Den publicerades ursprungligen i sex delar som publicerades varannan vecka, med sin början i januari 1908. Den kom senare även ut i bokform. Scouting började sprida sig över resten av Storbritannien och Irland, sedan även till övriga länder i det brittiska imperiet, och snart även till resten av världen.
En återträff för de ursprungliga lägerdeltagarna ägde rum 1928 vid Chefsscoutens hem på Pax Hill i Hampshire. En minnessten av skulptören Don Potter avtäcktes 1967. Den är placerad nära den ursprungliga lägerplatsen.
Tjugo träd planterades i maj 2000, ett för varje pojke som deltog. Under planteringsceremonin planterade Englands Scout Chief Commissioner, tillsammans med representanter från de pojk- och flickscouterna, de tjugo träden på den sida av lägerplatsen som vetter mot havet. Träden planterades för att dels vara ett minnesmärke över lägret samtidigt som de gav skydd mot framtidens kustvindar.

## Lägerplatsens historia

### Från 1927 till 2000

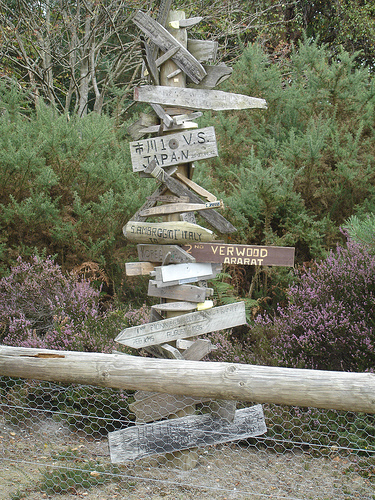
Scoutvägvisare på Brownsea Island

Efter paret Van Raaltes död köptes ön av Mary Bonham-Christie under en auktion 1927. 1932 tillät hon 500 scouter att hålla läger på ön under scoutings silverjubileum, kort därefter stängde hon ön för allmänheten och den blev väldigt igenvuxen. år 1934 campade några sjöscouter på ön när en brand bröt ut. Bonham-Christie lade skulden på sjöscouterna, trots att elden inte bröt ut där sjöscouterna hade sitt läger. Elden spred sig över större delen av ön och brann från väst till öst. De östra byggnaderna räddades enbart av vindriktningen bytte håll. Ingen vet vem som faktiskt startade branden, men scouter tilläts inte att campa på ön förrän efter hennes död 1961. Bonham-Christie lämnade ön med en avsevärd skatteskuld till sitt barnbarn som inte hade råd att betala skatten. Rädslan att ön skulle köpas upp av exploatörer gjorde att intresserade medborgare började samla ihop en donation och regeringen tillät National Trust att ta över ön med hjälp av donationen 1962.
Ön återöppnades för allmänheten 1963 av fru Baden-Powell, året då den föll under National Trusts kontroll. National trust har bevarat ön som ett naturskyddsområde, vilket är ett populärt resmål för besökare: både för scouter och för allmänheten. Strax efter National Trust tagit över ön år 1964 avsattes 20 hektar nära den ursprungliga lägerplatsen för pojk- och flickscoutläger.  år 1973 hölls en jamboree på ön för 600 scouter från sju olika nationer, tillsammans med de ursprungliga lägerdeltagarna, som nu var 81 år.

### Efter 2000

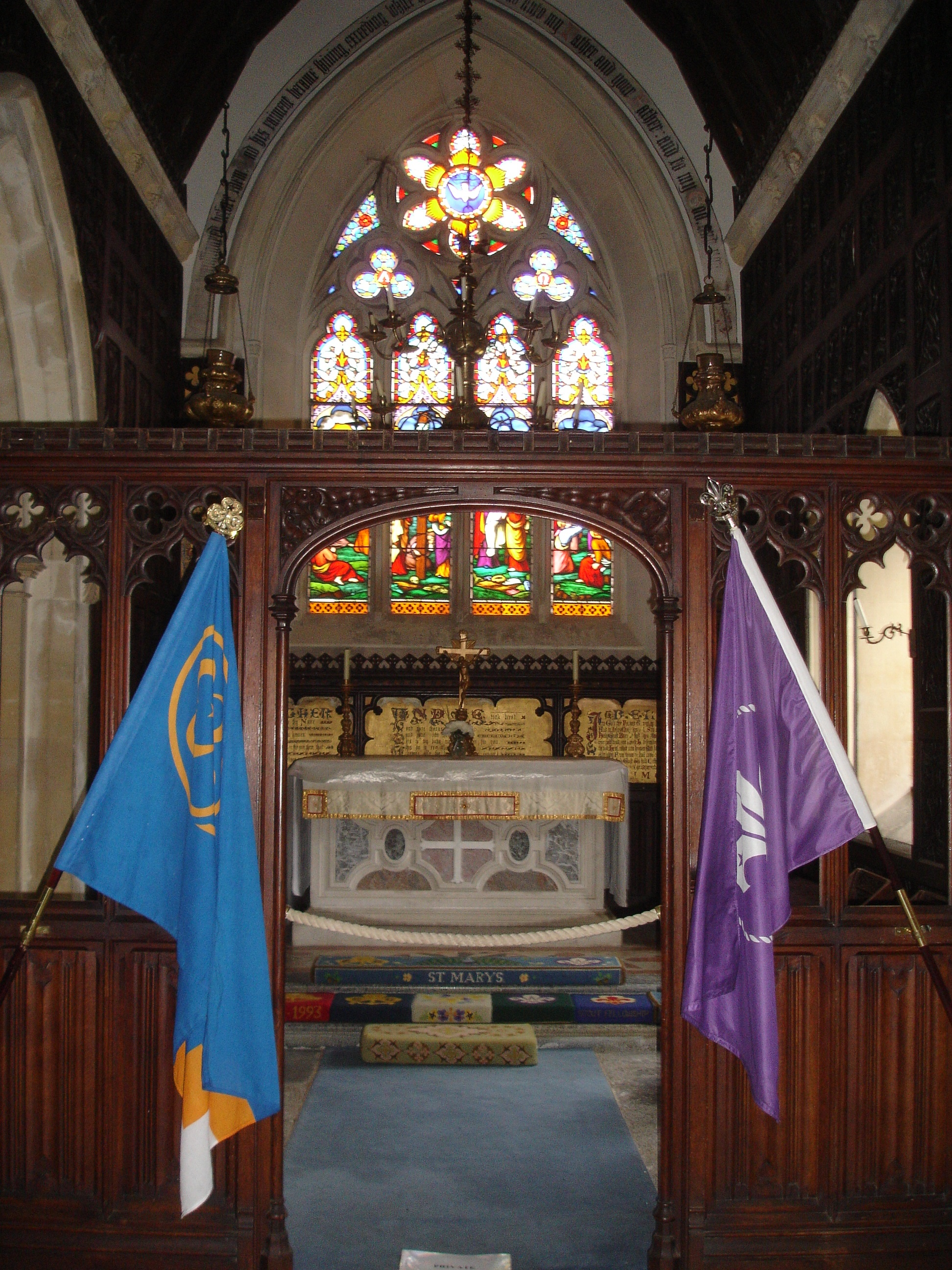
WOSM- och WAGGGS-flaggor i St. Marys Church

Lägerplatsen är uppdelad, med minnesstenen, affär, flaggor, riktmärken, på ett område på öns sydvästra hörn. Runtom området ligger sedan många små lägerplatser, cirka 4-5 hektar var, omgärdade av träd och staket. Det totala området som idag är reserverat för läger är cirka 20 hektar stort och har finns plats för 300-400 scouter. Scoutlägerplatsen och delar av ön har rensats och scouter har kunnat hålla läger där sedan 1964.
Brownsea Island Scout and Guide Management Committee underhåller scoutlägerplatsen och driver en liten affär där. Lägerplatsen byggde nyligen upp ett nytt besökskomplex; Baden-Powell Outdoor Centre. Den innefattar en ny reception, nya tvättrum och toaletter. Den blev färdigställd i augusti 2007 och är belägen nära lägershoppen. Centrumet kommer även inbjuda till ett litet scoutmuseum. Fram till augusti var lägershoppen och affären tillfälligt flyttade till National Trusts besökscentrum, mittemot St. Mary's Church.
Altaret i St. Mary's Church (cirka 0,3 kilometer från lägerplatsen) är kantat av två flaggor med världsscoutförbunden WOSM:s och WAGGGS emblem. År 2007, sammanfallande med scouting 100-årsjubileum, donerades två dussin kuddar till knäfallet. Kuddarna var dekorerade med scoutemblem från runt om i världen. Kyrkan används för gudstjänster på stora läger. Det finns ett minnesmärke över Baden-Powell och hans fru i kyrkan. 
Brownsea Island är vanligtvis öppen för allmänheten från mars till oktober, via färja från Poole. Med undantag för 1 augusti 2007 då ön var reserverad för scouter och scoutledare under Sunrise Camp. National Trust anordnar ett antal evenemang under sommarmånaderna, däribland guidade rundturer, vandringsleder och aktiviteter på besökscentrumet.

## Scoutings 100-årsjubileum
Sedan maj 2006 har resepaket varit tillgängliga för scouter som vill campa på ön, medan scoutgrupper och -patruller även kan boka dagsaktiviteter. För att fira hundra år av scouting, hölls fyra läger under juli/augusti 2007. Dessa organiserades av The Scout Association, den brittiska scoutorganisationen.
- Patrol Leaders Camp, som anordnades mellan 26 och 28 juli 2007, var det första av de fyra lägren och infattade scouter från Storbritannien med aktiviteter som exempelvis kajak.[19]
- Replica Camp var en rekreation av det 1907 års ursprungliga experimentläger på Brownsea Island för besökare på ön. Det hölls mellan 28 juli och 3 augusti 2007, parallellt med de andra lägren.[19][21]
- Sunrise Camp, mellan 29 juli och 1 augusti 2007, innefattade över 300 scouter från nästan varje land i världen. Unga människor reste från världsjamboreen i Hylands Park, Essex till Brownsea Island för att vara på detta scoutings historiska landmärke under 1 augusti 2007 för Soluppgångsceremonin.[19] Klockan 8.00 förnyade scouter från hela världen sitt scoutlöfte, med fokus på att göra världen till en bättre och fredligare plats.[22]
- Slutligen hölls New Centenary Camp mellan 1 och 4 augusti 2007. Lägret var värd åt såväl brittiska som utländska scouter, som alla firade början på ytterligare ett århundrade av scouting. Scouter med olika bakgrunder och religioner förenades för att visa världen att fred är möjligt på samma sätt som Baden-Powell samlade pojkar från olika samhällsklasser till ett första scoutläger 1907.[19]